# ایران در المپیک زمستانی ۲۰۱۴
کشور ایران با پنج ورزشکار و در دو رشته ورزشی اسکی آلپاین و اسکی صحرانوردی در بازی‌های المپیک زمستانی ۲۰۱۴ شرکت کرده‌است:
- فرزانه رضاسلطانی
- فروغ عباسی
- حسین ساوه شمشکی
- سید ستار صید
- محمد کیادربندسری

## اسکی آلپاین
| ورزشکار          | رویداد              | مرحله ۱ | مرحله ۱ | مرحله ۲ | مرحله ۲ | مجموع   | مجموع |
| ورزشکار          | رویداد              | زمان    | رتبه    | زمان    | رتبه    | زمان    | رتبه  |
| ---------------- | ------------------- | ------- | ------- | ------- | ------- | ------- | ----- |
| محمد کیادربندسری | اسلالوم گیانت مردان | ۱:۳۰٫۱۲ | ۵۶      | ۱:۳۲٫۰۱ | ۵۲      | ۳:۰۲٫۱۳ | ۵۱    |
| محمد کیادربندسری | اسلالوم مردان       | ۵۵٫۰۹   | ۵۵      | ۱:۰۳٫۷۸ | ۲۹      | ۱:۵۸٫۸۷ | ۳۰    |
| حسین ساوه‌شمشکی   | اسلالوم گیانت مردان | ۱:۳۲٫۳۵ | ۶۲      | ۱:۳۲٫۸۷ | ۵۵      | ۳:۰۵٫۲۲ | ۵۵    |
| حسین ساوه‌شمشکی   | اسلالوم مردان       | ۵۵٫۴۶   | ۵۷      | ۱:۰۳٫۹۰ | ۳۰      | ۱:۵۹٫۳۶ | ۳۱    |
| فروغ عباسی       | اسلالوم زنان        | ۱:۲۶٫۷۱ | ۶۰      | ۱:۰۸٫۹۸ | ۴۶      | ۲:۳۵٫۶۹ | ۴۸    |

## اسکی صحرانوردی
| ورزشکار          | رویداد                  | فینال   | فینال        | فینال |
| ورزشکار          | رویداد                  | زمان    | اختلاف رکورد | رتبه  |
| ---------------- | ----------------------- | ------- | ------------ | ----- |
| ستار صید         | ۱۰ کیلومتر کلاسیک مردان | ۴۷:۱۶٫۱ | +۸:۴۶٫۴      | ۷۹    |
| فرزانه رضاسلطانی | ۱۰ کیلومتر کلاسیک زنان  | ۴۲:۳۱٫۳ | +۱۴:۱۳٫۵     | ۷۳    |